# Aporosa latifolia
Aporosa latifolia là một loài thực vật có hoa trong họ Diệp hạ châu. Loài này được Moon ex Thwaites mô tả khoa học đầu tiên năm 1861.